# Super League (pallavolo femminile, Inghilterra)
La Super League è la massima serie del campionato inglese di pallavolo femminile: al torneo partecipano dieci squadre di club inglesi e la squadra vincitrice si fregia del titolo di campione d'Inghilterra.

## Albo d'oro
| Dal 1977 al 2010 la competizione è denominata Division 1  |                          |                          |                          |               |               |
| 1977-78 Dettagli                                          | Kirkby VC                | Prescot Volleyball       | -                        |               |               |
| 1978-79 Dettagli                                          | Hillingdon VC            | Speedwell VC             | -                        |               |               |
| 1979-80 Dettagli                                          | Kirkby VC                | Hillingdon VC            | -                        |               |               |
| 1980-81                                                   | Non disputato            | Non disputato            | Non disputato            | Non disputato | Non disputato |
| 1981-82 Dettagli                                          | Hillingdon VC            | Spark Volleyball         | -                        |               |               |
| 1982-83 Dettagli                                          | Hillingdon VC            | Spark Volleyball         | -                        |               |               |
| 1983-84 Dettagli                                          | Hillingdon VC            | Spark Volleyball         | -                        |               |               |
| 1984-85 Dettagli                                          | Hillingdon VC            | Ashcombe Dorking         | -                        |               |               |
| 1985-86 Dettagli                                          | Spark Volleyball         | Ashcombe Dorking         | -                        |               |               |
| 1986-87 Dettagli                                          | Sale VC                  | Ashcombe Dorking         | -                        |               |               |
| 1987-88 Dettagli                                          | Ashcombe Dorking         | Sale VC                  | -                        |               |               |
| 1988-89 Dettagli                                          | Britannia Volleyball     | Knights VC               | -                        |               |               |
| 1989-90 Dettagli                                          | Knights VC               | Britannia Volleyball     | -                        |               |               |
| 1990-91 Dettagli                                          | Britannia Volleyball     | Knights VC               | -                        |               |               |
| 1991-92 Dettagli                                          | Knights VC               | Britannia Volleyball     | -                        |               |               |
| 1992-93 Dettagli                                          | Knights VC               | Sale VC                  | -                        |               |               |
| 1993-94 Dettagli                                          | Knights VC               | Sale VC                  | -                        |               |               |
| 1994-95 Dettagli                                          | Malory Eagles            | Britannia Volleyball     | -                        |               |               |
| 1995-96 Dettagli                                          | London QKX VC            | Knights VC               | -                        |               |               |
| 1996-97 Dettagli                                          | Britannia Volleyball     | Manchester United        | -                        |               |               |
| 1997-98 Dettagli                                          | Malory Eagles            | Manchester United        | -                        |               |               |
| 1998-99 Dettagli                                          | Malory Eagles            | London QKX VC            | -                        |               |               |
| 1999-00 Dettagli                                          | Ashcombe Dorking         | Loughborough VC          | -                        |               |               |
| 2000-01 Dettagli                                          | Ashcombe Dorking         | Malory Eagles            | -                        |               |               |
| 2001-02 Dettagli                                          | Malory Eagles            | Ashcombe Dorking         | -                        |               |               |
| 2002-03 Dettagli                                          | Malory Eagles            | Ashcombe Dorking         | -                        |               |               |
| 2003-04 Dettagli                                          | Malory Eagles            | Ashcombe Dorking         | -                        |               |               |
| 2004-05 Dettagli                                          | Malory Eagles            | Wolverhampton VC         | Polonia London           |               |               |
| 2005-06 Dettagli                                          | University of Birmingham | Malory Eagles            | Polonia London           |               |               |
| 2006-07 Dettagli                                          | Malory Eagles            | Polonia London           | University of Birmingham |               |               |
| 2007-08 Dettagli                                          | Wessex                   | University of Birmingham | Coventry & Warwick Riga  |               |               |
| 2008-09 Dettagli                                          | Swiss Cottage            | Coventry & Warwick Riga  | Malory Eagles            |               |               |
| 2009-10 Dettagli                                          | Tameside VC              | Polonia London           | Swiss Cottage            |               |               |
| Dal 2010 al 2012 la competizione è denominata Super Eight |                          |                          |                          |               |               |
| 2010-11 Dettagli                                          | Polonia London           | Swiss Cottage            | Malory Eagles            |               |               |
| 2011-12 Dettagli                                          | Team Northumbria         | Leeds                    | Malory Eagles            |               |               |
| Dal 2012 al 2018 la competizione è denominata Super 8s    |                          |                          |                          |               |               |
| 2012-13 Dettagli                                          | Team Northumbria         | Polonia London           | -                        |               |               |
| 2013-14 Dettagli                                          | Team Northumbria         | Polonia London           | -                        |               |               |
| 2014-15 Dettagli                                          | Team Northumbria         | Polonia London           | -                        |               |               |
| 2015-16 Dettagli                                          | Team Northumbria         | Polonia London           | -                        |               |               |
| 2016-17 Dettagli                                          | Durham University        | Team Northumbria         | -                        |               |               |
| 2017-18 Dettagli                                          | Durham University        | Team Northumbria         | -                        |               |               |
| Dal 2018 la competizione è denominata Super League        |                          |                          |                          |               |               |
| 2018-19 Dettagli                                          | Team Essex               | Durham University        | -                        |               |               |
| 2019-20 Dettagli                                          | Polonia London           | Durham University        | -                        |               |               |
| 2020-21                                                   | Non disputato            | Non disputato            | Non disputato            | Non disputato | Non disputato |
| 2021-22 Dettagli                                          | Durham University        | Polonia London           | Malory Eagles            |               |               |
| 2022-23 Dettagli                                          | Durham University        | Polonia London           | Malory Eagles            |               |               |

## Palmarès
| Squadra                  | Titolo | Stagione                                                               |
| ------------------------ | ------ | ---------------------------------------------------------------------- |
| Malory Eagles            | 8      | 1994-95, 1997-98, 1998-99, 2001-02, 2002-03, 2003-04, 2004-05, 2006-07 |
| Hillingdon VC            | 5      | 1978-79, 1981-82, 1982-83, 1983-84, 1984-85                            |
| Team Northumbria         | 5      | 2011-12, 2012-13, 2013-14, 2014-15, 2015-16                            |
| Knights VC               | 4      | 1989-90, 1991-92, 1992-93, 1993-94                                     |
| Durham University        | 4      | 2016-17, 2017-18, 2021-22, 2022-23                                     |
| Ashcombe Dorking         | 3      | 1987-88, 1999-00, 2000-01                                              |
| Britannia Volleyball     | 3      | 1988-89, 1990-91, 1996-97                                              |
| Kirkby VC                | 2      | 1977-78, 1979-80                                                       |
| Polonia London           | 2      | 2010-11, 2019-20                                                       |
| Spark Volleyball         | 1      | 1985-86                                                                |
| Sale VC                  | 1      | 1986-87                                                                |
| London QKX VC            | 1      | 1995-96                                                                |
| University of Birmingham | 1      | 2005-06                                                                |
| Wessex                   | 1      | 2007-08                                                                |
| Swiss Cottage            | 1      | 2008-09                                                                |
| Tameside VC              | 1      | 2009-10                                                                |
| Team Essex               | 1      | 2018-19                                                                |